# Sahacanthella
Genre
Sahacanthella est un genre de collemboles de la famille des Isotomidae.

## Distribution
Les espèces de ce genre se rencontrent en Asie.

## Liste des espèces
Selon Checklist of the Collembola of the World (version du 31 août 2019) :
- Sahacanthella kele Potapov & Stebaeva, 1995
- Sahacanthella saoriae Nakamori & Potapov, 2017

## Publication originale
- Potapov & Stebaeva, 1995 : Sibiracanthella and Sahacanthella new genera of Anurophorinae (Collembola, Isotomidae) with anal spines from continental Asia. Miscellania Zoologica (Barcelona), vol. 17, p. 129-139.